# Alex Buttazzoni
Alex Buttazzoni est un coureur cycliste italien, né le 11 mars 1985 à San Daniele del Friuli. Il participe à des compétitions sur route et sur piste.

## Palmarès sur route

### Par année
- 2004
  - Coppa Fratelli Paravano
- 2006
  - Giro delle Tre Provincie
  - Gran Premio Famila
  - 3e du Circuito del Termen
- 2008
  - Grand Prix Ceda
  - Circuito del Termen
  - 2e du Grand Prix De Nardi
  - 3e de Vicence-Bionde
  - 3e du Gran Premio Fiera del Riso
- 2009
  - 1re et 5e étapes du Tour de Roumanie
  - Coppa Fratelli Paravano
  - Circuit de Cesa
  - Tour de la Province de Padoue
- 2010
  - 4e étape du Tour de Roumanie
- 2011
  - 2e du Mémorial Polese
  - 2e du Circuito di Sant'Urbano
- 2012
  - 2e de la Coppa Caduti Nervianesi
  - 2e de l'Alta Padovana Tour

### Classements mondiaux
| Année           | 2006   | 2007 | 2008   | 2009 | 2010 | 2011 | 2012 | 2013 | 2014 | 2015   |
| --------------- | ------ | ---- | ------ | ---- | ---- | ---- | ---- | ---- | ---- | ------ |
| UCI Europe Tour | 1 162e | nc   | 1 139e | 611e | 920e | 978e | nc   | 718e |      | 1 073e |

## Palmarès sur piste

### Championnats du monde
- Pruszków 2009
  - 11e du scratch
- Saint-Quentin-en-Yvelines 2015
  - 18e du scratch

### Championnats nationaux
- 2003
  -  Champion d'Italie de vitesse par équipes juniors (avec Giulio Basso et Cristian Terpin)
  - 2e du championnat d'Italie du scratch juniors
  - 3e du championnat d'Italie de poursuite par équipes juniors
- 2004
  - 3e du championnat d'Italie de vitesse par équipes
- 2006
  - 3e du championnat d'Italie de l'américaine
- 2007
  - 2e du championnat d'Italie de l'américaine
- 2008
  -  Champion d'Italie de poursuite par équipes (avec Davide Cimolai, Gianni Da Ros, Jacopo Guarnieri et Elia Viviani)
  -  Champion d'Italie de la course aux points
  -  Champion d'Italie de l'américaine (avec Jacopo Guarnieri)
- 2009
  -  Champion d'Italie de l'américaine (avec Angelo Ciccone)
- 2010
  -  Champion d'Italie de poursuite par équipes (avec Angelo Ciccone, Marco Coledan et Alessandro De Marchi)
  -  Champion d'Italie du scratch
  - 2e du championnat d'Italie de l'américaine
- 2011
  -  Champion d'Italie de poursuite par équipes (avec Omar Bertazzo, Alessandro De Marchi, Giairo Ermeti et Filippo Fortin)
  - 3e du championnat d'Italie du scratch
  - 3e du championnat d'Italie de l'omnium
- 2012
  -  Champion d'Italie de poursuite par équipes (avec Angelo Ciccone, Alessandro De Marchi et Elia Viviani)
  - 2e du championnat d'Italie de l'américaine
- 2013
  -  Champion d'Italie de poursuite par équipes (avec Elia Viviani, Marco Coledan et Paolo Simion)
  -  Champion d'Italie du scratch
  - 3e du championnat d'Italie de l'américaine
- 2014
  -  Champion d'Italie de poursuite par équipes (avec Michael Bresciani, Francesco Castegnaro et Piergiacomo Marcolina)
  -  Champion d'Italie du scratch
  -  Champion d'Italie de course derrière derny
  - 2e du championnat d'Italie de l'américaine
- 2015
  - 2e du championnat d'Italie de course derrière derny
- 2016
  - 3e du championnat d'Italie de course aux points

### Six Jours
- Six Jours de Fiorenzuola d'Arda : 2014 (avec Marco Coledan) et 2015 (avec Elia Viviani)